# BMW Z4 (E85)

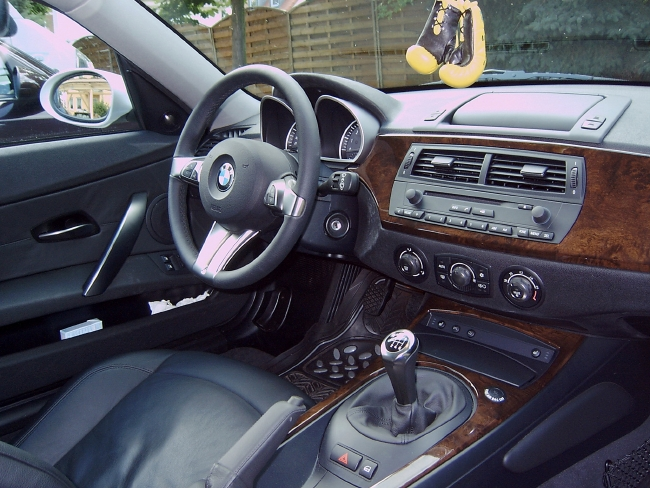
Интерьер

Первое поколение BMW Z4 состоит из спортивных автомобилей BMW E85 (версия родстер) и BMW E86 (версия купе). Поколение E85/E86 выпускалось с 2002 по 2008 год. E85/E86 пришел на смену Z3 и стал третьей моделью BMW Z Series . Первоначальные модели имели кузов родстер (E85), а в 2006 году был добавлен кузов купе (E86). В феврале 2009 года началось производство BMW Z4 как преемника E85/E86.
Что касается Z3, E85/E86 производился исключительно в  Грире, Южная Каролина . Модель M, Z4 M, оснащена рядным шестицилиндровым двигателем S54 .

## Разработка и запуск
E85 разрабатывался датским дизайнером BMW Андерсом Вармингом с середины 1998 года по лето 1999 года. Модели купе были разработаны Томашем Сыхой. Проекты E85 были заморожены 1 марта 2000 г. Z4 был представлен на Парижском автосалоне в 2002 году , а модели для Северной Америки поступили в продажу в ноябре того же года (как и модель 2003 года). Европейские продажи начались в марте 2003 года.
Первоначальные модели представляли собой кузов родстера с 6-цилиндровым двигателем объемом 2,5 или 3,0 л.

## Стили кузова

### Родстер (E85)
Родстер Z4 был запущен в 2002 году с шестицилиндровыми моделями 2.5i и 3.0i. На выбор были пятиступенчатая механическая коробка передач, шестиступенчатая механическая коробка передач, пятиступенчатая автоматическая коробка передач и шестиступенчатая автоматизированная механическая коробка передач SMG-II .
Четырехцилиндровая модель Z4 2.0i Roadster была представлена на европейском рынке в мае 2005 года.
Максимальный коэффициент аэродинамического сопротивления C   .

### Купе (E86)

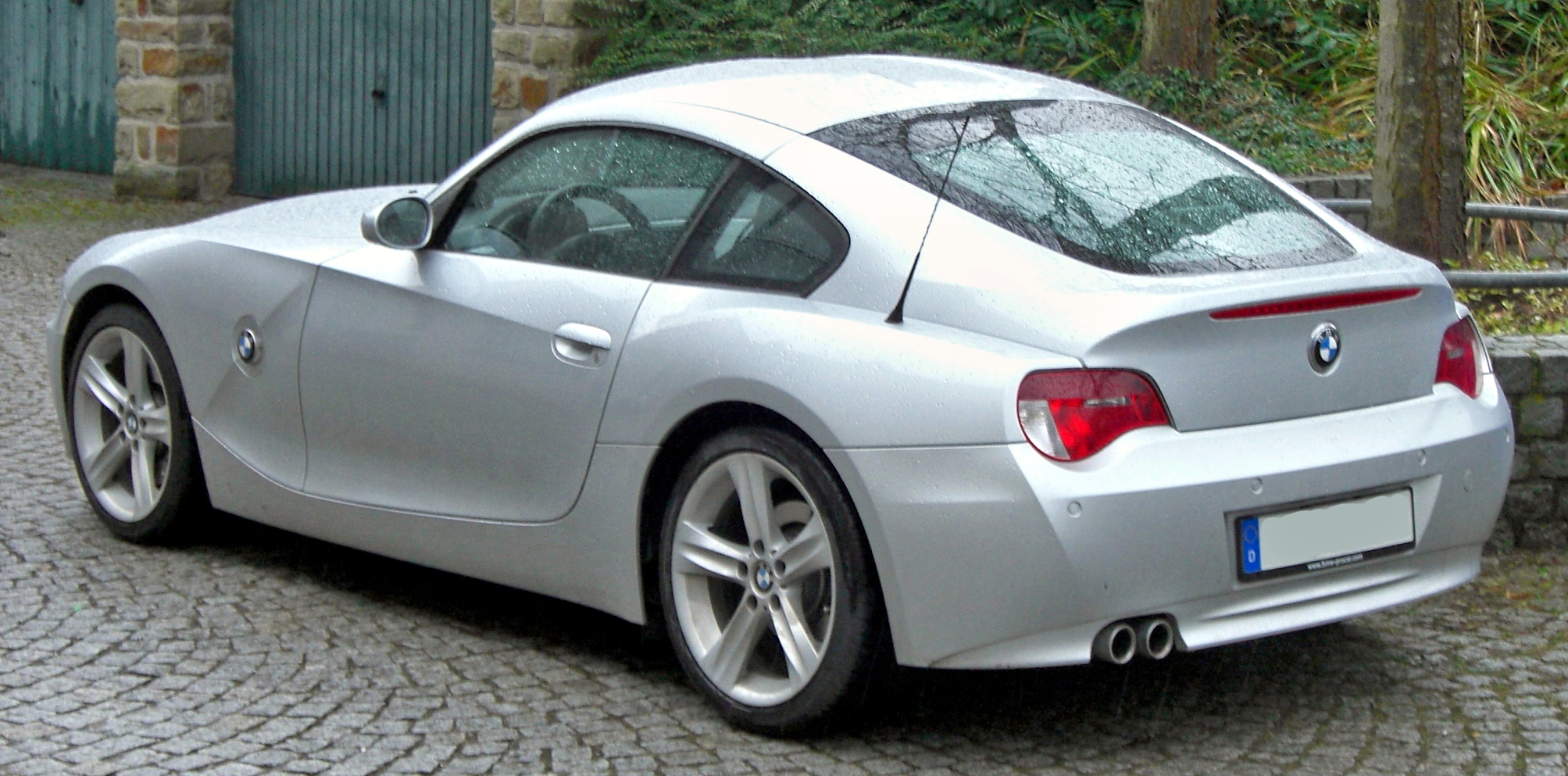
Z4 Купе (вид сзади)

BMW представила концептуальную версию купе Z4 на автосалоне во Франкфурте в 2005 году . Дизайн купе Z4 и Z4 по-разному приписывался Андерсу Вармингу, Крису Бэнглу, скандальному бывшему руководителю отдела дизайна BMW, Адриану ван Хойдонку, бывшему главному дизайнеру BMW, и дизайнеру BMW Томашу Сыхе. Проект был утвержден летом 2004 года и заморожен в декабре 2004 года. В 2005 году компания объявила, что двухдверное купе будет доступно для производства, включая возвращение M Coupé (canios). Серийный автомобиль был представлен на Нью-Йоркском автосалоне в апреле 2006 года и поступил в продажу в конце мая 2006 года 
Неподвижная крыша купе увеличивает жесткость на кручение, в результате чего жесткость достигает на градус поворота кузова купе (по сравнению с на градус родстера), что улучшает вход в поворот и общую реакцию на управляемость. Крыша имеет контур «двойной пузырь», который служит аэродинамическим средством и обеспечивает больше места для головы, чем родстер с закрытым мягким верхом. Купе имеет гладкое заднее стекло в стиле фастбэк, которое плавно опускается к встроенному спойлеру, форма которого обеспечивает передачу прижимной силы на заднюю ось на высокой скорости.
Модельный ряд купе был более ограниченным, чем у родстера, и состоял только из шестицилиндрового двигателя 3.0si и модели Z4 M. На выбор были 6-ступенчатая механическая и 6-ступенчатая автоматическая коробка передач с подрулевыми переключателями, установленными на рулевой колонке.

## Шасси и кузов

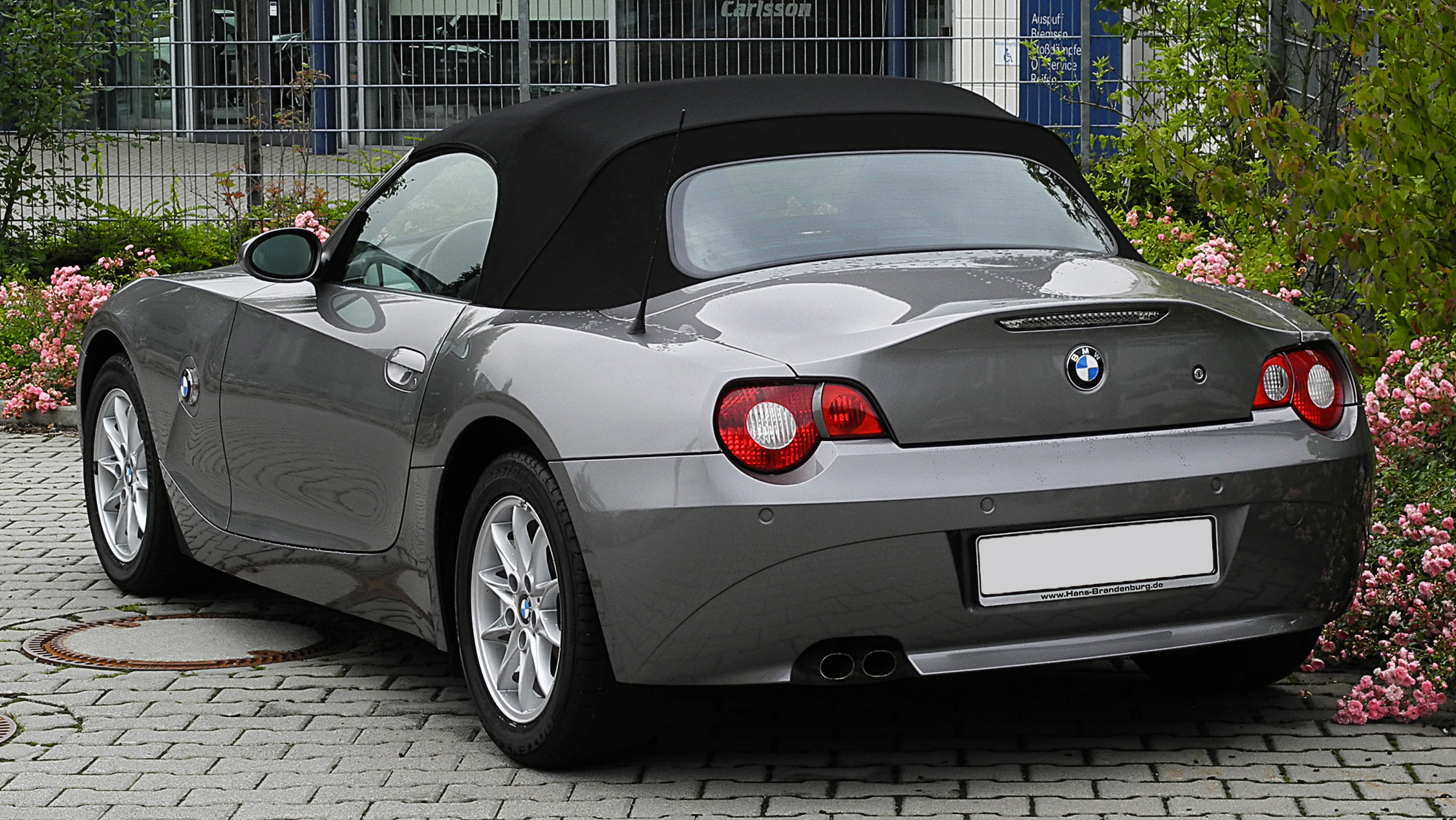
Кабриолет (до рестайлинга)

По сравнению со своим предшественником Z3, Z4 больше и имеет более жесткое шасси. Передняя подвеска, как и у Z3, представляет собой конструкцию со стойками Макферсон . В задней подвеске используется многорычажная конструкция вместо полуприцепной конструкции, используемой в Z3.
В Z4 использовались легкие материалы, чтобы компенсировать увеличенный вес по сравнению с меньшим Z3, такие как алюминиевый капот и компоненты подвески, магниевый каркас крыши. Шины Run-Flat устранили необходимость в запасном колесе, что снижает вес и позволяет увеличить багажник .

## Оборудование
6-цилиндровые двигатели имели цельносплавную конструкцию, систему изменения фаз газораспределения (двойной beta12) и дроссельную заслонку по проводам . Технология безопасности включала дисковые тормоза всех четырех колес и электронную систему контроля устойчивости, включающую ABS и контроль тяги.
Дополнительный «Спортивный пакет» включал в себя более жесткую и заниженную подвеску, 18-дюймовые колеса, а также спортивное электронное рулевое управление, параметры дроссельной заслонки и переключения передач («Dynamic Driving Control»).
Электроусилитель руля заменил традиционный гидравлический усилитель руля, использовавшийся в Z3. Усилитель мощности чувствителен к скорости, что позволяет облегчить маневрирование на низких скоростях. Однако в Z4 M используется гидравлический усилитель рулевого управления, и рулевое управление было оценено как более прямое и коммуникативное.
В 2002 году 6-ступенчатая коробка передач SMG предлагалась в качестве опции для родстеров 2,5 и 3,0.

## Трансмиссии
Доступные передачи были:
- 5-ступенчатая МКПП Getrag S5D250G (2.2i, 2.5i) [25]
- 6-ступенчатая МКПП Getrag GS6-17BG (2.0i) [26]
- 6-ступенчатая механическая ZF GS6-37BZ-TJEE (Z4M) [27]
- 6-ступенчатая МКПП ZF GS6-37BZ-THEA/TJES (3.0&3.0si) [28]
- 5-ступенчатый автомат ZF 5HP19 (2.2i, 2.5i, 3.0i ~ 03-05 г.в.) [29]
- 6-ступенчатый автомат ZF 6HP19 (2.5i, 3.0i, 3.0si ~ 06-08 г.в.) [30]
- 6-ступенчатая GS6-S37BZ SMG автомат механическая (2.5i, 3.0i) [31][32][33]

## Версии Z4 M

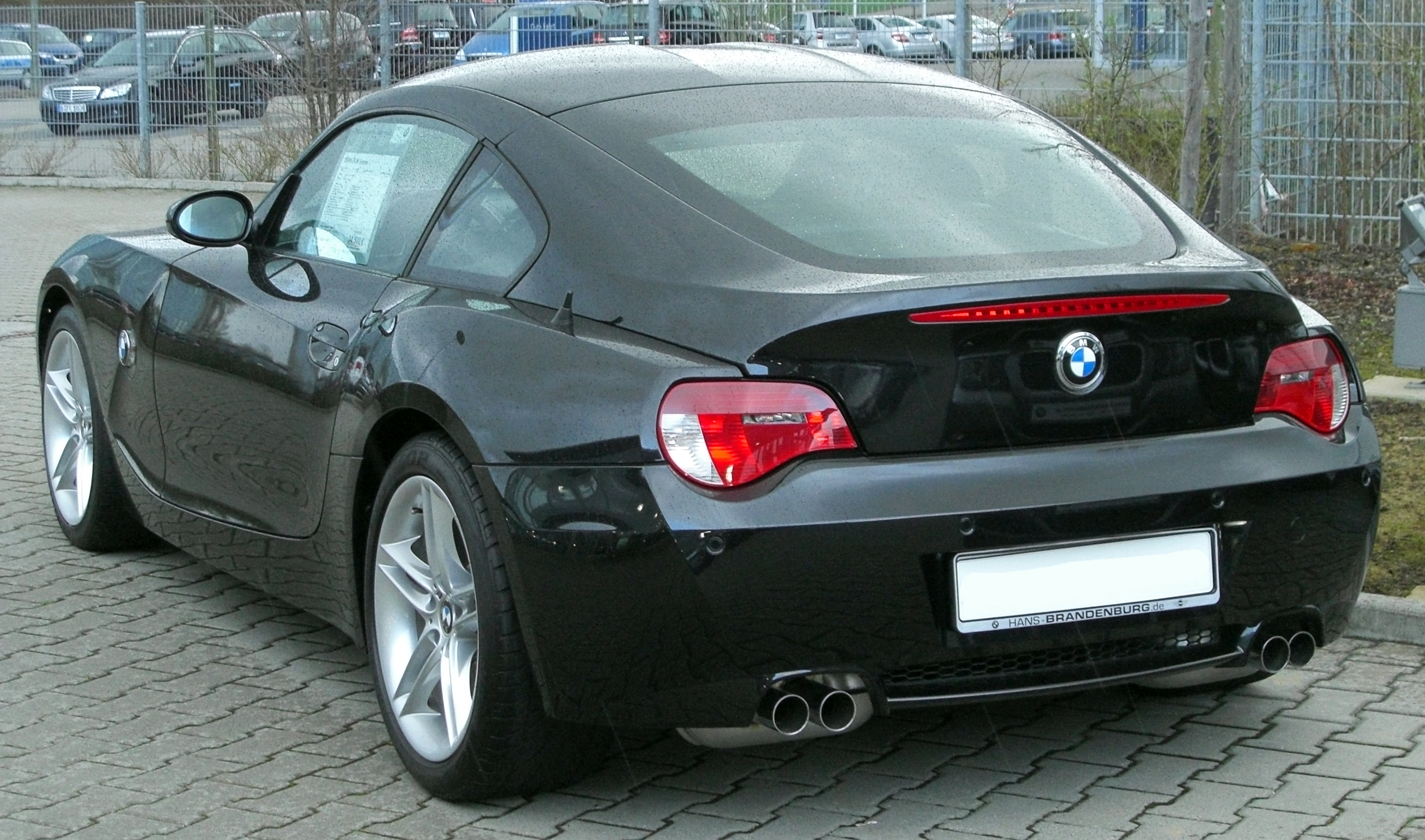
Z4 М Купе

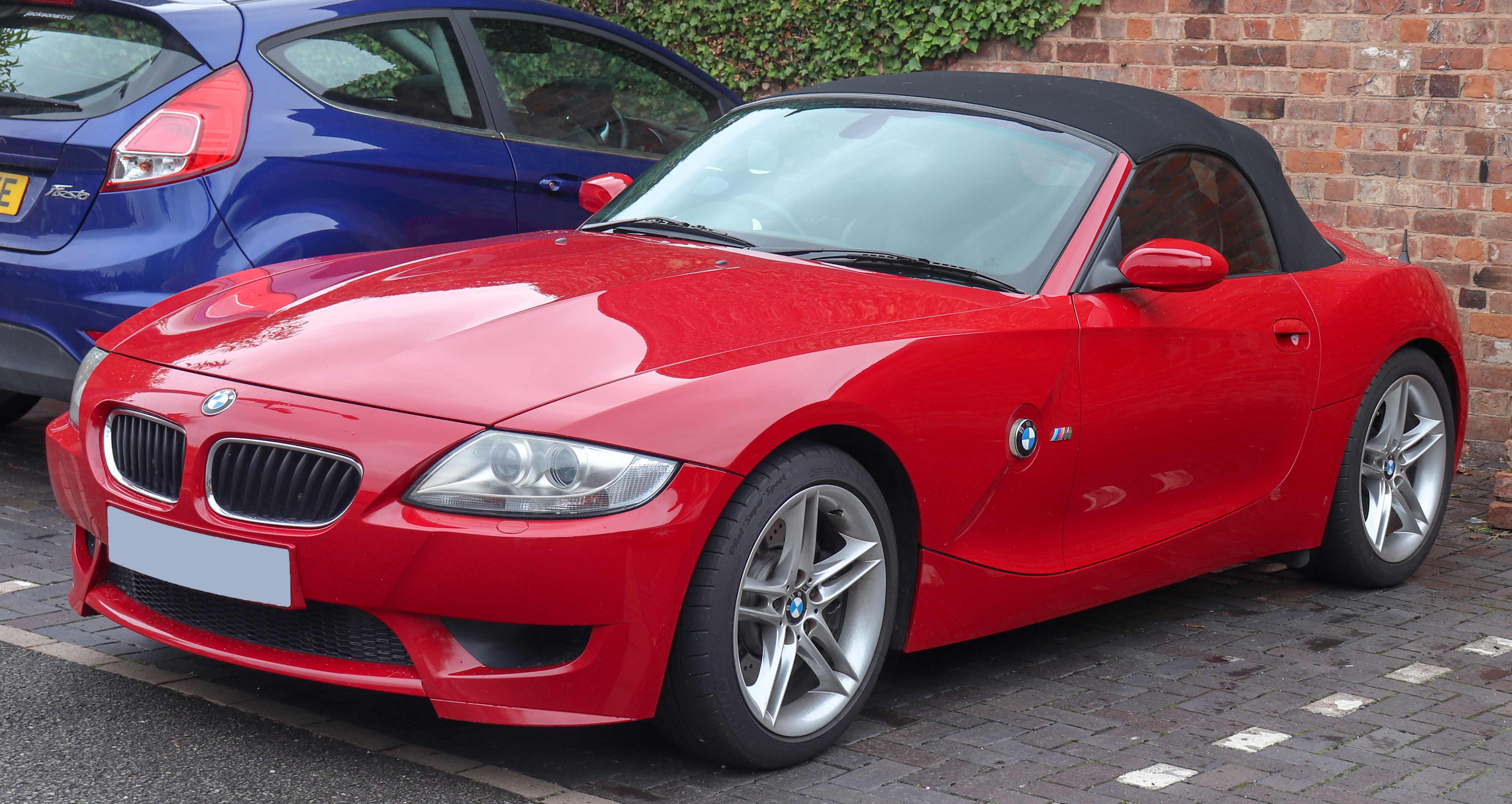
Z4 М Родстер

Купе/родстер Z4 M был представлен в 2006 году и оснащен рядным шестицилиндровым двигателем S54, который используется совместно с E46 M3 . S54 также входил в список 10 лучших двигателей Ward с 2001 по 2004 год. Двигатель североамериканских моделей Z4 M имеет 330 hp (246 кW) на 7900 об/мин, 3 л.с. меньше, чем у North American M3. На других рынках выходная мощность такая же 252 кW (343 hp) как M3. Двигатель имел двойную систему BMW VANOS и степень сжатия 11,5:1. Крутящий момент, создаваемый двигателем, составил 262 lb·ft (355 N·m) при 4500 об/мин. Крутящий момент был доступен начиная с 2500 об/мин.
В Z4 M используется гидроусилитель рулевого управления, в отличие от электроусилителя рулевого управления, используемого в остальной части линейки Z4. В родстере использовалась рулевая рейка E46 M3, в купе — более быстрая рейка M3 CS/CSL. Другие изменения включают более широкую переднюю колею, пересмотренную переднюю подвеску, более широкие шины без пробега (225/45 спереди, 255/40 сзади) и геометрию рулевого управления. Тормоза и вся задняя ось тоже были от M3 CS/CSL.
Производство M Coupé началось на заводе BMW в Спартанбурге в Грире 4 апреля 2006 года.

## Специальные модели

### Альпина Родстер S (–)
Alpina Roadster S — это высокопроизводительная версия дорестайлингового Z4, представленного на автосалоне во Франкфурте в 2003 году . Родстер S, выпускаемый немецким автопроизводителем Alpina, собирался на заводе производителя в Бухлое из кузовов белого цвета, присланных заводом BMW в Спартанбурге. Roadster S производился в течение двух лет (с 2004 по 2005 год), прежде чем производство было остановлено из-за ужесточения норм выбросов, прекращающих поставки двигателей. Roadster S был доступен в двух комплектациях: стандартной и роскошной, причем комплектация Luxury добавляла больше комфорта и большие колеса по сравнению со стандартной комплектацией. Заявленная максимальная скорость автомобиля составляла 168 mph (270 km/h) и разогнался до 100 km/h (62 mph) с места за 5,3 секунды. Двигатель был модифицирован компанией Alpina и переименован в E5/2. Двигатель развивает максимальную мощность 300 л.с. и максимальный крутящий момент 362 Нм.

## Концепт-купе Mille Miglia (2006)

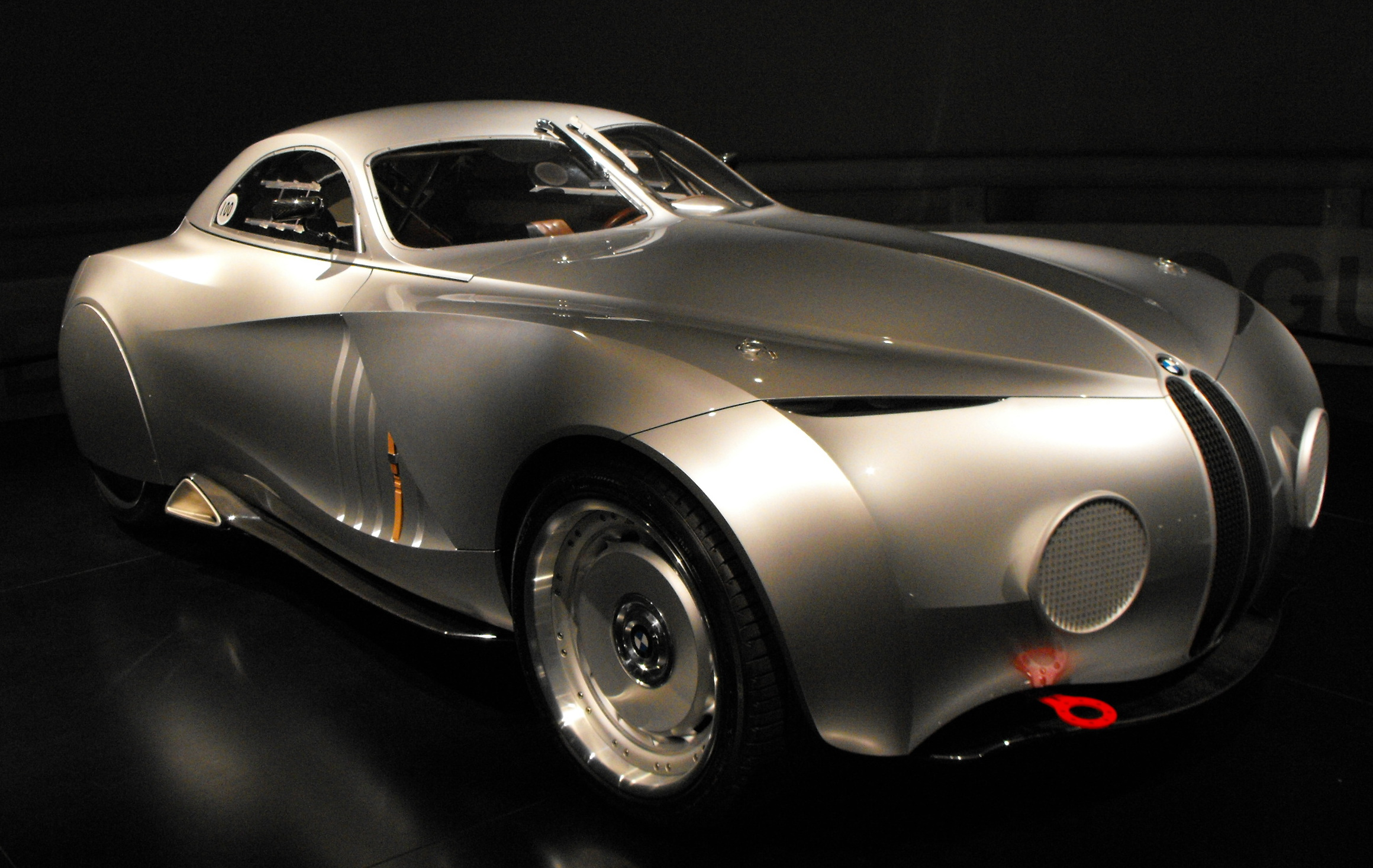
Концепт-купе Mille Miglia 2006 года в музее BMW в Мюнхене

Concept Coupé Mille Miglia — концепт-кар, вдохновленный BMW 328 Mille Miglia Touring Coupé. Он был представлен на ралли Mille Miglia 2006 года в Италии.
Используя механические компоненты купе Z4 M, концепт-кару исполнилось 23 см (9 ″) длиннее, 14 см (6 ″) шире, но 4 см (2 ″) более плоский, чем у Z4 M Coupé. Другие особенности концепт-кара включают 20-дюймовые легкосплавные диски с шинами 245/40R20, встроенные боковые стенки, откидную кабину, светодиодную панель фар, серебристый корпус из углепластика и салон из необработанной нержавеющей стали. коровья кожа и ткань из лайкры.

## Производство
За жизненный цикл Z4 было произведено 197 950 автомобилей, из них 180 856 родстеров и 17 094 купе.
Последний представитель Z4 первого поколения (Z4 3.0si Roadster цвета «Серый космос») сошел с конвейера 28 августа 2008 года.

### Родстеры
Всего по всему миру было произведено 5070 автомобилей Z4M Roadster, включая 3042 автомобиля для рынка Северной Америки.

### Купе
Мировое количество моделей купе E86 за его жизненный цикл (2006–2008 гг.) составляет 12 819 купе Z4 3.0si и 4 275 купе Z4M. Даже с момента своего появления в 2006 году купе было относительно редким: за первые 13 месяцев своего существования на рынке родстер превзошел его по продажам в соотношении 7 к 1. Для модели купе UK 3.0si было выпущено 1598 машин с механической коробкой передач и 1998 машин с автоматической коробкой передач.
Всего в Северной Америке (США и Канада) было произведено 3919 моделей купе, в том числе 1815 M-Coupe  и 2104 экземпляра 3.0si Coupe. Из 2104 купе 3.0si, произведенных для рынка Северной Америки, 1276 были с автоматической коробкой передач и 828 — с механической коробкой передач; Z4M был доступен только с механической коробкой передач.
В Северной Америке купе 3.0si было доступно для продажи только в Соединенных Штатах, хотя некоторые из них были импортированы в Канаду из США.
Годовая разбивка объемов производства купе на североамериканском рынке выглядит следующим образом: 
| Год      | 3.0si купе | Z4M Купе |
| -------- | ---------- | -------- |
| 2006 г.  | 348        | 380      |
| 2007 год | 1280       | 1187     |
| 2008 год | 476        | 248      |

## Автоспорт

### Гонки на выносливость

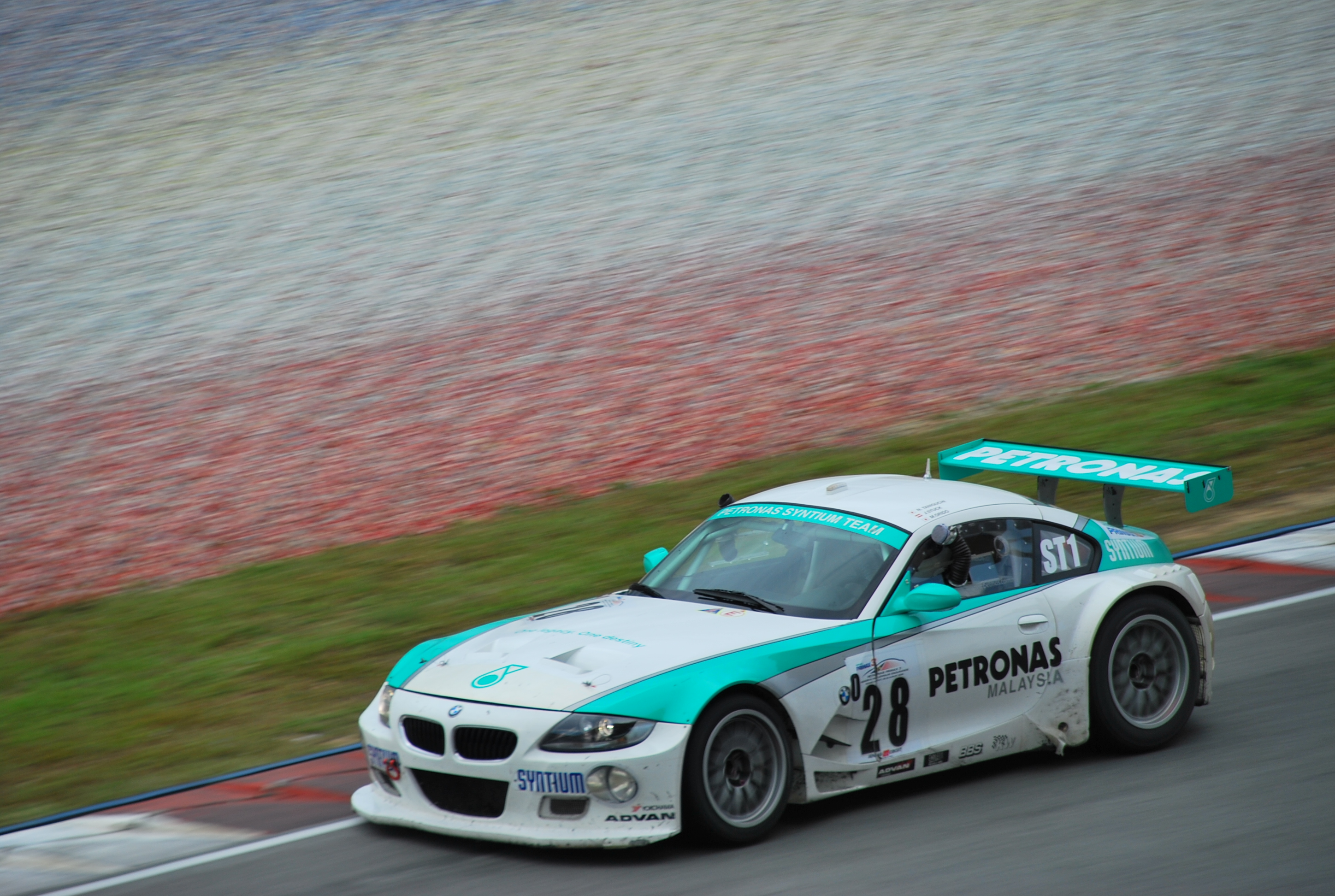
BMW Z4 M Coupé команды Petronas Syntium на гонке на выносливость Merdeka 2008

Дитер Кестер, Дирк Вернер, Джейми Кэмпелл-Уолтер и Тим Маллен выиграли 24-часовую гонку Britcar в Сильверстоуне на BMW Z4 M Coupé. Агрегат гоночной версии представляет собой модифицированную версию рядного шестицилиндрового двигателя S54B32 объемом 3,2 литра, производящего примерно . Автомобиль производится подразделением BMW M и называется Z4 M Coupé Motorsport.
В серии Super Taikyu Endurance Series 2008 года в Японии команда Petronas Syntium участвовала на двух автомобилях Z4M. Автомобили доминировали в серии, занимая первое и второе места в каждой гонке, финишировав в классе Super Taikyu 1 на первом и втором месте и выиграв как чемпионский титул, так и титул пилота. Команда Petronas Syntium заработала 277 очков по сравнению с командой, занявшей следующее место, с 98 очками. Машинами управляли известные и популярные водители, такие как Фарике Хайруман, Нобутеру Танигучи, Масатака Янагида, Манабу Оридо, а также пара отца и сына Ханс-Иоахим Штук и Йоханнес Штук.

## Супер ГТ
В августе 2008 года модифицированный Z4 дебютировал в 6-м раунде сезона Super GT, ознаменовав возвращение BMW в серию после того, как M3 был исключен из серии JGTC . Им управляла команда Studie, и он участвовал в классе GT300. Автомобиль был оснащен расстроенной версией двигателя S62 V8 от E39 M5 . Z4 участвовал в сезоне Super GT 2009 года (кроме гонки в Сепанге) , и они заменили свой H-образный образец на секвентальную коробку передач, а также свой двигатель S62 на S65B40 после третьей гонки, после того как они пострадали. не поддающийся ремонту поломка двигателя во второй гонке в Сузуке. Автомобиль был снят с производства в конце сезона 2009 года, а его преемник E89 Z4 GT3 дебютировал в сезоне 2010 года.